# Ingrid Munro
Ingrid Munro er grundlæggeren af mikrofinansorganisationen Jamii Bora. 
Ingrid Munro er uddannet arkitekt og har arbejdet otte år for den svenske regering. 
I 1999 da hun var tæt på at gå på pension grundlagde hun sammen med 50 kvindelige tiggere mikrofinansorganisationen Jamii Bora, som holdt til i et slumområde i Nairobi, Kenya. Hun lærte dem at spare op og gav dem lån, som svarede til det dobbelte af, hvad de kunne spare op. I dag har Jamii Bora over 300.000 medlemmer og bliver også kaldet "the shining star of Africa". 
Hun adopterede en dreng som boede på gaden, og siden hen hans to brødre, som også boede på gaden. 
Ingrid Munro er gift med en canadier, som hedder Bob Munro, deraf hendes efternavn Munro.

## Eksterne kilder og henvisninger
- Om Ingrid Munro på ashoka.org